# GEOPAC
GEOPAC ist eine, geodätische CAD-Software zur Planung und Trassierung von Neubau- und Instandsetzungsmaßnahmen sowie Bestandsdokumentation von Schienenverkehrswegen, einschließlich zugehöriger technischer Gewerke (z. B. Signalanlagen, Haltestellen und Betriebshöfe) im schienengebundenen öffentlichen Personennahverkehr (ÖPNV). GEOPAC ist der de facto Standard, wenn es um spezielle Aufgabenstellungen wie die Erzeugung von Schienenteilungs- und Spurstangenplänen geht, Hüllkurvenberechnungen durchzuführen sind oder komplexe dreidimensionale Lichtraumanalysen mehrgleisiger Strecken in Tunnelquerschnitten gefordert werden. Unabhängig von der Planungsphase wird der Fachplaner dabei systemseitig in der Umsetzung der Building Information Modeling (BIM)-Planungsmethode unterstützt.
Diverse Nahverkehrsunternehmen mit U-Bahn- und Straßenbahnnetzen sowie in der Vermessung und Verkehrswegeplanung tätige Ingenieurbüros setzen die Produktlinie GEOPAC ein. Darüber hinaus wird GEOPAC auch von Schienen- und Schienenfahrzeugherstellern eingesetzt. 

## Hersteller
Die Produktlinie GEOPAC wird von der GEO DIGITAL GmbH entwickelt und vertrieben. Sitz der GmbH ist Düsseldorf. Die GEO DIGITAL GmbH ist eine 100%ige Tochtergesellschaft der IB&T Software GmbH, Norderstedt.

## Anforderungen
Die GEOPAC-Module sind auf Basis des 3D CAD-Systems EliteCAD (für MS-Windows, u. a. Windows 10 und Windows 11) der XEOMETRIC GmbH verfügbar. Es sind sowohl Stand-alone als auch Netzwerklösungen möglich. Die aktuelle Version ist GEOPAC für ELITECAD 17.
Das früher auf Unix-Workstations verwendete CAD-System CAD400 wurde später als LinCAD für Linux-PCs fortgeführt und wird heute sukzessive durch EliteCAD für Windows-PCs abgelöst.